# Giuseppe Stella
Giuseppe Stella (* 30. August 1898 in Grumolo Pedemonte, Provinz Vicenza, Italien; † 10. September 1989 in Lerici, Provinz La Spezia, Italien) war Bischof von La Spezia-Sarzana-Brugnato.

## Leben
Giuseppe Stella empfing am 15. Juli 1923 die Priesterweihe. Bereits 1925 wurde er Rektor des Bischöflichen Kollegs von Este, ehe er 1937 zum Präsidenten der örtlichen Katholischen Aktion berufen wurde.
Papst Pius XII. ernannte ihn am 13. November 1943 zum Apostolischen Administrator des Bistums Luni, La Spezia, Sarzana e Brugnato und zum Titularbischof von Utica. Die Bischofsweihe spendete ihm am 6. Januar 1944 Carlo Agostini, Bischof von Padua; Mitkonsekratoren waren Carlo Zinato, Bischof von Vicenza, und Giovanni Jeremich, Weihbischof in Venedig. Den Titel Apostolischer Administrator hatte Stella zunächst aufgrund der politischen Wirren des Zweiten Weltkriegs inne. Erst im September 1945 ernannte ihn Pius XII. zum Bischof von La Spezia.
Tatsächlich spielten die Kriegswirren zu Beginn von Stellas Amtszeit eine große Rolle, insbesondere da seine Diözese nahe der sogenannten Gotenstellung lag. Im Januar 1944 wurde La Spezia von den Alliierten angegriffen, und unter der deutschen Besatzung wurden zahlreiche Priester verhaftet und deportiert. Nach Kriegsende musste Stella daher den Wiederaufbau organisieren, er richtete zahlreiche Pfarreien neu ein. Von 1962 bis 1965 nahm er am Zweiten Vatikanischen Konzil teil. Im Mai 1975 konnte er die neue Kathedrale des Bistums feierlich einweihen.
Am 3. September 1975 nahm Papst Paul VI. sein altersbedingtes Rücktrittsgesuch an. Einen Monat zuvor hatte er das Bistum auf seinen heutigen Namen umbenannt. Giuseppe Stella zog sich anschließend nach Lerici zurück, wo er 1989 starb.
In Mazara del Vallo wurde die Via Monsignor Giuseppe Stella nach ihm benannt.